# Camelocentrus yunnanensis
Camelocentrus yunnanensis är en insektsart som beskrevs av Chou 1976. Camelocentrus yunnanensis ingår i släktet Camelocentrus och familjen hornstritar. Inga underarter finns listade i Catalogue of Life.